# Małgorzata Adamik-Szysiak
Małgorzata Adamik-Szysiak – polska politolog, doktor habilitowany nauk społecznych.

## Życiorys
W 2007 roku ukończyła studia politologiczne na Uniwersytecie Marii Curie-Skłodowskiej w Lublinie, w 2011 roku obroniła pracę pt. doktorską Telewizyjna reklama polityczna w Polsce w latach 2005-2010, której promotorem była prof. Iwona Hofman, w 2019 roku habilitowała się na podstawie pracy zatytułowanej Strategie komunikowania podmiotów politycznych w Polsce w mediach społecznościowych, Wyd. UMCS, Lublin 2018. 
Pracuje na Uniwersytecie Marii Curie-Skłodowskiej w Lublinie, oraz jest sekretarzem Polskiego Towarzystwa Komunikacji Społecznej. W 2025 roku weszła w skład rady programowej TVP3 Lublin.

## Odznaczenia
- Brązowy Krzyż Zasługi (2021)[5]